# Gavriil Romanovič Deržavin
Gavriil Romanovič Deržavin in russo Гавриил Романович Державин? (Karmači, 14 luglio 1743 – Zvanka, 20 luglio 1816) è stato un poeta, scrittore e drammaturgo russo.
Viene ricordato come il maggiore rappresentante della poesia russa del XVIII e dell'inizio del XIX secolo.
Il suo vigoroso carattere contraddistinse tutte le vicende della sua lunga esistenza, portandolo ad esperire le più varie situazioni: nel campo professionale con un continuo migrare da un incarico all'altro, in quello letterario affrontando diversi generi poetici.
La sua poesia è fortemente caratterizzata dall'utilizzo di un russo sonoro e virile, e dall'aver introdotto sistematicamente nella stessa un elemento realistico, ricco di immagini e spesso autobiografico, senza allontanarsi dal quadro di una poesia classicista ma qualificandola al tempo stesso con un tratto di novità che ebbe notevole successo ma non sortì una scuola, dal momento che già con il sentimentalismo di Nikolaj M. Karamzin iniziarono a veder luce le prime tracce del preromanticismo russo.

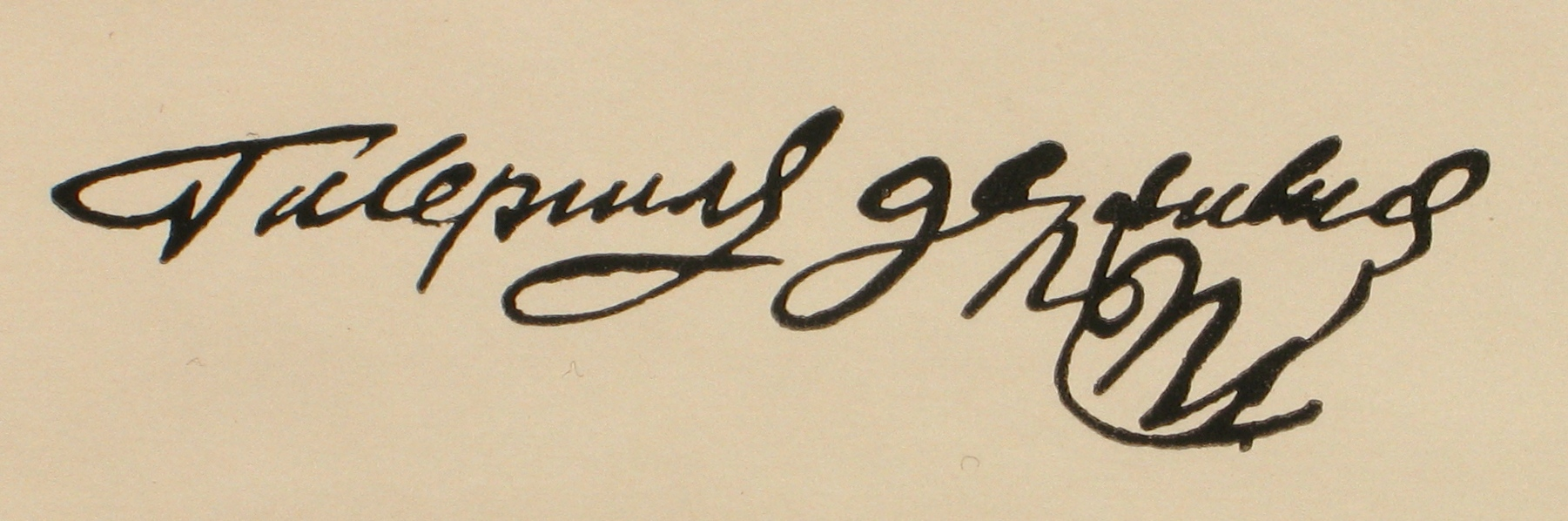
Firma di Deržavin

## Biografia

### Origini, educazione e arruolamento nell'esercito
Nacque in una nobile famiglia di origini tatare dell'Orda d'Oro che nel XV secolo si trasferì a Mosca, divenendo cristiana e vassalla del Gran Principe Basilio II.
Nonostante l'antica nobiltà il padre di Deržavin era un semplice piccolo proprietario terriero del governatorato di Kazan' e morì quando Gavriil Romanovič era ancora giovane. Il ragazzo frequentò la scuola superiore del capoluogo dove ebbe modo di imparare il tedesco. Nel 1761, all'età di diciotto anni, si trasferì a San Pietroburgo arruolandosi come soldato semplice nei granatieri del reggimento Preobraženskij, unità militare che ebbe un ruolo determinante e attivo nell'attuazione del colpo di Stato del 1762 che esautorò lo zar Pietro III e portò al potere Caterina II. Con il tempo e senza l'aiuto di personaggi influenti che avrebbero potuto agevolare la sua carriera militare, divenne ufficiale.

### Carriera militare
Nel 1773 Deržavin si trovava in licenza nella natìa Kazan' quando scoppiò la vasta insurrezione popolare capeggiata da Emel'jan I. Pugačëv, che procurò notevoli problemi alla stabilità interna dell'impero. Facendosi portavoce della nobiltà della zona, scrisse un messaggio di lealtà, rispetto e deferenza alla zarina, tutto ciò per fugare ogni sospetto di simpatia o collusione nei riguardi dei rivoltosi. Questo atto di fedeltà sortì l'effetto di mettersi in ottima luce negli ambienti della corte.
Rientrato in servizio come ufficiale al seguito dell'allora comandante di Kazan', generale Aleksandr I. Bibikov, uno degli artefici della repressione del tentativo eversivo, lo coadiuvò con le proprie conoscenze del territorio fornendo un valido aiuto all'arresto del rivoltoso. La prematura scomparsa del generale, però, lasciò Deržavin senza referenti e senza le testimonianze del suo ruolo attivo nella gestione della lotta per il soffocamento dell'insurrezione. Nel tentativo di guadagnarsi una promozione nei ranghi militari per meriti di servizio, si appellò più volte al principe Grigorij A. Potëmkin ottenendo di fatto solo il congedo e un donativo in terreni situati in Bielorussia.

### Carriera nel servizio civile
Contestualmente ottenne il trasferimento nei ranghi del servizio civile, agli ordini del principe Vjazemskij, e in questa veste di burocrate seppe muoversi con abilità riuscendo a fare carriera. A San Pietroburgo iniziò ad intessere importanti relazioni col tessuto sociale più elitario della capitale. A quei tempi la sua fama di poeta era ben chiara, ma è nel 1782 con Oda Kirgiz-kasackoj carevne Felice, (Ode alla principessa chirghizo-kajsazka Feliza) un'ode dedicata a Caterina II, che si conquistò un'ottima reputazione non solo agli occhi della sovrana; anche in virtù di questo riuscì ad avere delle protezioni che gli permisero di salire la scala gerarchica della burocrazia imperiale, nonostante frequenti attriti con le varie autorità locali, che si risolvevano con un trasferimento per lui più vantaggioso.
A causa di dissapori con Vjazemskij fu trasferito nella sua Kazan' con la prestigiosa carica di governatore, aiutato in questo dall'intervento diretto della zarina. Fu proprio durante il viaggio per raggiungere la sede del suo incarico che portò a compimento Bog (Ode a Dio).
Il suo carattere non facile, accostato ad un'integrità morale ed onestà intellettuale non comune negli apparati burocratici dell'epoca, lo portarono sovente ad avere problemi e dissidi ovunque si presentasse a svolgere il suo lavoro. Nel 1784 assunse la carica di governatore di Olonec e l'anno successivo quella di Tambov.
Durante l'esercizio del suo servizio nelle tre città, riassunse in un'ampia documentazione le corruttele nell'amministrazione burocratica di cui era stato diretto testimone. Tornato nella capitale nel 1790, chiese ed ottenne un'udienza alla zarina per produrle e farle valutare il dossier raccolto.

### Presso la corte degli Zar
Nel 1791 divenne senatore e segretario dell'imperatrice assegnato all'ufficio per le petizioni, ruolo che ricoprì anche con lo zar Paolo I. In questo modo ebbe l'opportunità di entrare in contatto e frequentare l'ambiente della corte. Con il passare del tempo, però, i suoi ottimi rapporti con Caterina II iniziarono a deteriorarsi, a causa soprattutto di una sua riscrittura del Salmo 81, che gli procurò delle accuse di giacobinismo, vicenda che non sortì grosse conseguenze, anche per merito dell'intercessione del principe Platon A. Zubov, all'epoca favorito della zarina.
Sebbene non avesse molta predisposizione per uffici politici, nel 1802 il nuovo zar Alessandro I lo nominò ministro della giustizia; tuttavia, la profonda diversità di vedute tra il sovrano, cresciuto nell'ambiente permeato dal pensiero illuministico caratteristico della cultura della nonna Caterina II, e quelle conservatrici di Deržavin fecero sì che anche quest'ultima esperienza al servizio dell'impero durasse meno di un anno.

### Ritiro dalla vita pubblica
Nel 1803 lasciò il servizio e si ritirò nella sua proprietà a Zvanka, vicino a Novgorod, dove visse gli ultimi anni della sua vita in pace e serenità, e mantenendo integro il suo talento di verseggiatore continuò a scrivere fino al giorno della sua morte, avvenuta il 20 luglio 1816.

## Opere

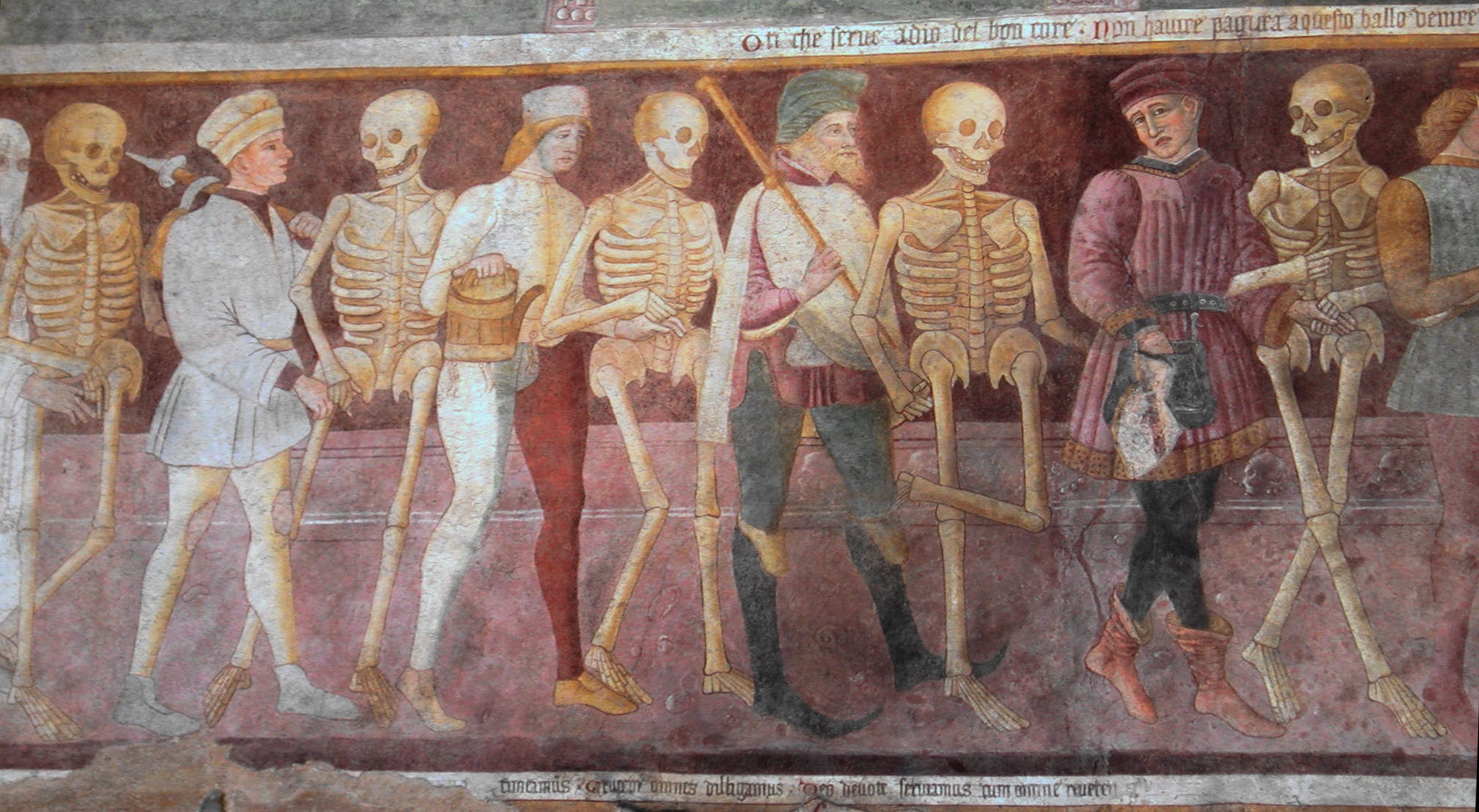
Affresco con danza macabra nell'Oratorio dei Disciplini, Clusone

### Tematiche e preferenze letterarie
Deržavin impegnò gran parte della sua attività letteraria nell'ambito della poesia, non considerando alcune opere teatrali, quali la tragedia Dobrynja, l'unica ad avere un qualche rilievo, Pozarskij e Groznij ili pokorenie Kazani (Il terribile o la sottomissione di Kazan') di importanza relativa e marginale e alcuni lavori in prosa di maggior spessore come Rassuždenie o liričeskoj poezij, ili ob ode "Discorso sulla poesia lirica, ovvero sull'ode" e le sue Memorie, che ci lasciano un acuto ritratto del ruvido carattere dell'autore.
I temi portanti della sua produzione sono quelli legati alla vita, intesa come un bene effimero da assecondare attraverso un sereno godimento dei beni terreni, certamente relazionabile al concetto di epicureismo; la morte, disfacente opera vista e sentita con un riconoscente riguardo e non passiva rassegnazione; l'elemento umano, con le sue debolezze e virtù; l'elemento divino, che non viene né negato, né idolatrato, ma viene osservato nella sua grandezza e relazionato allo stesso essere umano, uscendone quest'ultimo piccolo e ridimensionato.
Nella poesia di Deržavin il rapporto tra la vita e la morte risulta frutto di un equilibrio di tensioni e relazioni funzionali, la seconda è spesso utilizzata come strumento riduttivo delle attività terrene, il continuo citarne l'incombenza, l'ineluttabilità e l'assoluta equità di fronte a ciascun essere necessita al poeta per contestualizzare in una prospettiva non miope la transitorietà e la fuggevolezza della vita, ridicolizzarne e ridimensionarne le ansie, le brame, gli affanni, la gloria, richiamandone la sua caducità, la sua fugacità. Il tema dell'assoluta equità dell'attività mortifera è ricorrente, quasi a cercare in questo una forma consolatoria per la sua categorica, indifferente ed incombente certezza; in tutto questo risultano evidenti i richiami alle danze macabre di epoca barocca.

### Inizi
La prima pubblicazione di Deržavin fu Ody perevedënnye i sočinënnye pri gore Čitalagae (Odi tradotte e composte presso la montagna di Čitalagaj), edita anonima dopo il 1775, composta da otto lavori, tre odi di Federico II di Prussia nella sua traduzione in russo, e cinque lavori di sua produzione. Anche se non ebbero alcun riscontro in diffusione o popolarità, due di queste, Na velikost (Sulla grandezza) e Na znatnost (Sulla nobiltà) già nei titoli testimoniano quella che sarà una delle preferenze di Deržavin, ovvero lo sviluppo delle liriche su temi filosofici. Questi tentativi fanno trasparire un'acerbità ed una disorganica eterogeneità, ma nel complesso possono riferirsi al modello di Michail V. Lomonosov.
Nel 1779 videro luce i suoi primi lavori di spessore, Ključ (La fonte) e Oda na smert' knjazja Meščerskogo (In morte del principe Meščerskij), prodromi di quella che sarà la sua capacità di innovazione dell'espressione lirica. L'ode celebrativa diventò, nei versi di Deržavin, una forma di linguaggio più libera dalle canonizzazioni tipiche dei tentativi di seguire la codifica dell'uso della lingua russa nei vari tipi di componimento poetico, caratteristico della scuola lomonosoviana.
Il grande normatore russo aveva previsto tre stili, alto-sublime, medio e umile, a ciascuno dei quali corrispondeva l'utilizzo di diversi tipi di lingua, lo slavo ecclesiastico per i componimenti più solenni, una prevalenza del russo popolare per le opere di stile basso e una sintesi delle due per il genere medio. Il poeta, non riuscendo ad esprimersi adeguatamente all'interno di queste schematiche strutturazioni, le abbandona parzialmente, avvicinandosi così alla scuola di Aleksandr P. Sumarokov.
L'originalità di Deržavin risiede anche e soprattutto nel suo rendere le percezioni e le forme con sfumature non stereotipe, e con tratti di concreto realismo, attraverso l'utilizzo anche di riferimenti autobiografici, discostandosi così dalle canoniche espressioni impiegate fino a quel momento, Nella sopraccitata ode "In morte del principe Meščerskiji" il narratore non è un semplice spettatore, ma è completamente immerso nella partecipazione al dolore e con questa opportunità sviscera le proprie considerazioni sul senso della vita. Con questo il poeta palesò le sue meditazioni sulla pochezza della vita stessa e dell'ineluttabilità della morte con uno spirito di rassegnazione assolutamente non pessimistico e riconducibile al carpe diem di Orazio.

### Primi successi
Un anno importante per Deržavin fu il 1783. In quell'anno iniziò la sua collaborazione con la rivista Sobesednik e in occasione dell'uscita del primo numero pubblicò Oda Kirgiz-kasackoj carevne Felice, (Ode alla principessa chirghizo-kajsazka Feliza) conosciuta come Felica o Feliza, la cui stesura risaliva all'anno prima.
In un racconto scritto dalla zarina per i suoi nipoti, Skaza o careviči Chlore (Fiaba dello zarevic Chlor), la sovrana utilizzò l'allegoria per stendere questo scritto con evidenti scopi didattici, in cui viene narrata la vicenda, in un contesto orientale, della figlia di un khan tataro, Felica, che cerca di favorire lo zarevic Chlor nella sua ricerca della rosa senza spine, rappresentazione simbolica della virtù,
Deržavin sfruttò l'ambientazione esotica e il nome della protagonista per sviluppare il tema della sua ode. I cortigiani, tra cui il narratore, il poeta stesso, vengono rappresentati come nobili tatari, murza, che con le loro ignave sottomissioni ai godimenti della vita si contrappongono alla figura della monarca, descritta come un'entità reale e non simbolica, illuminata, virtuosa, con tratti profondamente umani e con il suo temperamento e i suoi costumi di gran lunga superiori all'ambiente che la circonda. La devozione del poeta per la zarina traspare in tutta l'opera, così come sfruttò la struttura dell'ode per ironizzare pesantemente sulla condotta dei personaggi della corte.
L'ode rimane importante per la comprensione dell'evoluzione stilistica di Deržavin, in quanto l'autore riuscì a sviluppare in maniera organica la sua inclinazione all'utilizzo di più tipologie di componimento letterario all'interno dello stesso lavoro, impiegandoli quasi tutti, dall'idillio alla satira, dalla retorica fino al panegirico, arrivando ad esprimersi anche con un lessico spontaneo e a tratti spiritoso, a cui diede il nome di zabavnyj russkij slog, (stile russo divertente). Oltre i pregi letterari, questo lavoro gli consentì di raggiungere una buona fama e di procurarsi il favore di Caterina II.

### Maturità artistica ed evoluzione stilistica

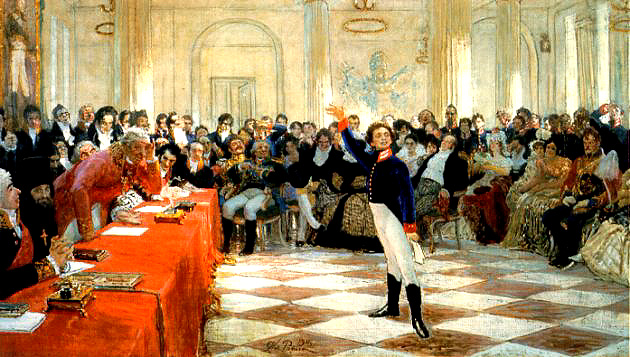
I. E. Repin: Il giovane Puškin declama i suoi versi a Gavriil R. Deržavin.

Dopo breve tempo, nel 1784, uscì la celebre Bog (Ode a Dio), in cui la sua ispirazione poetica raggiunse il punto più elevato. Incentrata sul rapporto tra Dio e l'uomo, riflette gli umori culturali del tempo, in cui i concetti deistici provenienti dalla cultura europea occidentale avevano preso corpo anche nell'Europa orientale. Con questa ode raggiunse la notorietà anche fuori dei confini della Russia, diffondendo la sua fama in tutto il continente.
Videnie murzy, (La visione del murza), del 1789, fu l'occasione per Deržavin di ridare la parola a "Felica". Costruì una sorta di autocritica attraverso gli ammonimenti della sovrana contro le facili lusinghe, rammentandogli la vera finalità del talento poetico, inteso come un "dono di Dio", il quale dovrebbe avere ben più nobili fini che la retorica adulazione.
Vel'moža (Il nobile), scritta tra il 1774 e il 1794, rientra nel novero delle opere con taglio fortemente critico nei confronti dei grandi dignitari del suo tempo e con tono polemico e caustico ne descrisse le debolezze. Altri lavori in cui affronta lo stesso tema sono K vlastiteljam i sudijam, (A governanti e giudici) e l'epistola Chrapovickomu, (A Chrapovickij), del 1873.
I versi de Il pavone e dell'ode Vozvraščenie grafa Zubova iz Persii, (Sul ritorno del conte Zubov dalla Persia), si ispessiscono arrivando a notevoli livelli di intensità, quasi a voler rispecchiare il carattere dell'autore, prorompente ed impetuoso.
Altra opera rilevante è Vodopad, (La cascata), scritta tra il 1791 e il 1794 per la scomparsa di Grigorij A. Potëmkin, il potentissimo favorito della zarina, in cui il tema della morte è sviscerato con toni più drammatici. L'uso della cascata come simbolo consentì al poeta di produrre una lirica più potente ed espressiva rispetto all'altra opera celebrativa, la già citata "In morte del principe Meščerskij" ma come quest'ultima la morale conclusiva è riferibile ad una pacata accettazione dell'inesorabilità della morte e ad un sereno godimento della realtà terrena, alla caducità della fama e del potere, a differenza dell'eterna grandezza del creato.
Nata come opera commemorativa, in questa ode viene riscontrato l'utilizzo di temi non precisamente pertinenti al soggetto protagonista del lavoro, come dei chiari riferimenti ai canti di Ossian, ma in particolare ai temi oraziani, che permisero al poeta di sostenere efficacemente la struttura dell'ode celebrativa in canoni non pesantemente retorici.

### I poemi anacreontici e le sperimentazioni letterarie
L'introduzione, da parte di Deržavin, di riferimenti fortemente autobiografici lo spinse a produrre lavori di dimensioni più ridotte rispetto alle odi, riservando così particolare attenzione ai poemi anacreontici: permeati da una gioia di vivere, uno spirito e una voluttà raramente riscontrabili nel panorama letterario russo, li scrisse negli anni della maturità. La prima raccolta, esplicitamente intitolata Anakreontičeskie pesni, (Canti anacreontici), risale al 1804.
Evgeniju žizn' Zvanskaja (A Evgenij, vita a Zvanka), Priglašenie k obedu, (Invito a tavola) e anche la precedente K pervomu sosedu (Al primo vicino), del 1870 sono i lavori più significativi di questo genere. Caratterizzati da una curiosa, golosa e continua citazione di specialità gastronomiche, Deržavin riuscì a comporre delle opere in cui i paesaggi e le atmosfere descritte vengono rese attraverso l'utilizzo di immagini del tutto originali.
Fra le opere di questo periodo ve ne sono alcune in cui il poeta si dedica alla ricerca di sonorità linguistiche dolci ed armoniose, arrivando a produrre dei veri e propri lipogrammi in poesia, nei quali scientemente "evitò la lettera r per mettere in evidenza la dolcezza della lingua russa". Quando morì, nel 1816, aveva appena finito di scrivere la prima parte dell'Ode sulla mortalità.
Deržavin è da ritenersi a tutti gli effetti il maggior poeta del '700 russo. La sua opera si innesta nella scia del classicismo, ma contaminata da elementi di forte realismo molto spesso autobiografico e da una vena ironica tutta peculiare, che fecero della sua poesia un momento di grande novità nel panorama letterario dell'ultimo quarto del XVIII secolo, determinandone l'ampio successo. L'esatto riflesso del suo carattere si ritrova nell'uso libero e spregiudicato, quasi arbitrario della lingua russa: la plasmò e la forzò alle sue esigenze rappresentative per arrivare a produrre una lirica espressiva e virile, frutto di un nuovo linguaggio letterario.

## Lista delle opere

### Singole opere (elenco parziale)

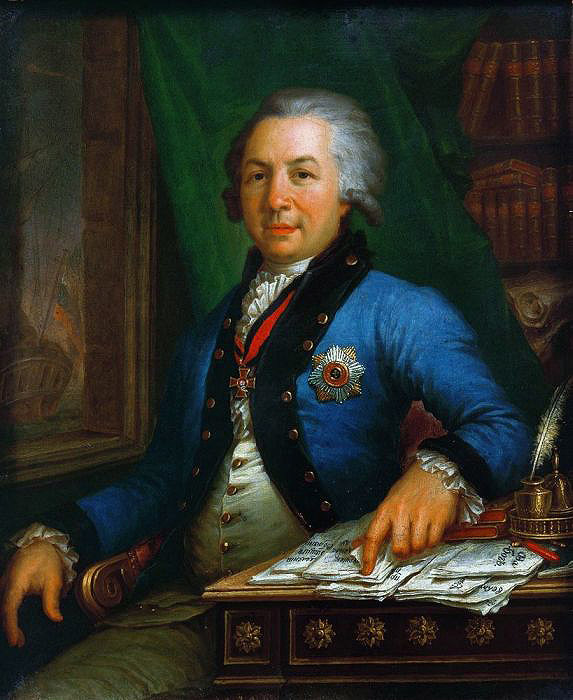
Vladimir Borovikovskij: altro ritratto di Deržavin

- Na pobedy v Italii, (Per le vittorie in Italia), s.d.
- Na vyzdorovlrnie Mecenata, (Per la guarigione di Mecenate), s.d.
- Na vzjatie Izmaila, (per la presa di Izmail), s.d.
- Izobraženie Felicy, (Raffigurazione di Felica), s.d.
- Raduga, (L'arcobaleno), s.d.
- Pochvala sel'skoj zizni, (Elogio della vita rurale), s.d.
- Moj istukan, (La mia statua), s.d.
- Vesna, (La primavera), s.d.
- Kapnistu, (A Kapnist), s.d.
- Na smert' grafini Rumjancevoj, (In morte della contessa Rumjanceva), s.d.
- K pervomu sosedu, (Al primo vicino), s.d.
- K vtoromu sosedu, (Al secondo vicino), s.d.
- Ključ, (la sorgente), 1779
- Oda na smert' knjazja Meščerskogo, (In morte del principe Meščerskij), 1779
- Na roždenie v sěvere porfirorodnogo otroka, (Per la nascita al nord di un fanciullo porfiriogenito)
- K vlastiteliam i sudijam, (Ai governanti e ai giudici) 1780-87
- Oda K Felica, (A Felica), 1782
- Bog, (Ode a Dio), 1784
- Vodopad, (La cascata), 1791-94
- Priglašenie k obedu, (Invito a pranzo), 1795
- Na vozvraščenie grafa Zubova iz Persii, (Il ritorno del conte Zubov dalla Persia), 1797
- Vel'moža, (il nobile) 1774-94
- Fonar, (La lanterna), 1803
- Evgeniju žizn' Zvanskaja, (A Eugenio, vita a Zvanka), 1807
- Pochvala selskoj žizni, (Elogio della vita di campagna), 1798-1808
- Zapiski, (Memorie), 1811-13, pubblicato postumo nel 1859

### Edizioni complete
- Sočinenija, Mosca 1864-83, 9 volumi
- Stichotvorenija, Leningrado, 1957

### Traduzioni in italiano
- Ettore Lo Gatto, Le più belle pagine della letteratura russa, Milano, Nuova Accademia, 1957.